# Cantonul Jugon-les-Lacs
Cantonul Jugon-les-Lacs este un canton din arondismentul Dinan, departamentul Côtes-d'Armor, regiunea Bretania, Franța.

## Comune
- Dolo
- Jugon-les-Lacs (reședință)
- Plédéliac
- Plénée-Jugon
- Plestan
- Tramain